# دوار الشمس الضعيف
دوار الشمس الضعيف نوع نباتي يتبع جنس دوار الشمس من الفصيلة النجمية.

## البيئة والانتشار
ينتشر في شرق وجنوب شرق الولايات المتحدة.